# Peter Ehrlich (Kunsthandwerker)
Peter Ehrlich (* 12. Oktober 1927 in Dresden; † 28. März 2000 ebenda) war ein deutscher Innenarchitekt und kunsthandwerklicher Holzgestalter.

## Leben und Werk
Hermann Ehrlich, der Vater Ehrlichs, betrieb in Dresden-Tolkewitz eine Werkstätte für Möbel und Kunsthandwerk. Ehrlich besuchte von 1933 bis 1934 die Grundschule in Tolkewitz, dann bis zu deren Schließung 1941 die private Rudolf-Steiner-Schule in Dresden und zuletzt das Realgymnasium in Dresden-Blasewitz. Nach dem Notabitur absolvierte er von 1944 bis 1947 eine Lehre als Drechsler. Danach studierte er bis 1952, u. a. bei Hans Theo Richter und Mart Stam, an der Staatlichen Hochschule für Werkkunst bzw. (ab 1950) der Hochschule für Bildende Künste Dresden Innenarchitektur. Nach dem Diplom arbeitete er bis 1956 in Berlin am Institut für Innengestaltung der Bauakademie der DDR und anschließend bis 1957 im Entwurfsbüro für Hochbau Dresden im Ministerium für Aufbau.
1957 machte Ehrlich sich in Dresden selbstständig. Er übernahm den Betrieb seines Vaters und schuf als Kunsthandwerker u. a. hochwertige kunsthandwerkliche Gefäße aus Holz. Neben Unikaten fertigte er auch in Kleinserien. Für seine Leistungen erhielt er den wichtigen Titel eines Anerkannten Kunsthandwerkers.
1969 zog Ehrlich nach Dresden-Bühlau. 1992 übergab er die Werkstatt an seinen Sohn Stephan.
Arbeiten Ehrlichs befinden sich u. a. im Kunstgewerbemuseum Dresden.

## Fotografische Darstellung Ehrlichs
- Ernst Schäfer: Kunsthandwerker Peter Ehrlich beim Leimen gestalteter Holzteile für Windlichte (um 1965)[3]

## Mitgliedschaften
- bis 1990: Verband Bildender Künstler der DDR
- Bund der Architekten der DDR
- Bund Deutscher Innenarchitekten

## Werke (Auswahl)
- Schale (1977, Karelisches Maserbirkenholz, gedrechselt; auf der VIII. Kunstausstellung der DDR)[4]
- Thronsessel, Kniebänke und Sedilien für Bischoff Schaffran in der Katholischen Hofkirche Dresden

## Ausstellungen (unvollständig)

### Einzelausstellungen
- 1980: Berlin
- 1982: Bautzen, Galerie Budyšin, und Gera (Holzgestaltung)
- 1984: Potsdam-Babelsberg, Ladengalerie des VEB Umweltgestaltung und Bildende Kunst
- 1984: Weimar, Galerie im Cranachhaus (mit der Textilgestalterin Anneliese Jährling)

### Teilnahme an zentralen und wichtigen regionalen Ausstellungen in der DDR
- 1967/1968, 1977/1978 und 1982/1983: Dresden, VI. Deutsche Kunstausstellung und VIII. und IX. Kunstausstellung der DDR
- 1979 und 1985: Dresden, Bezirkskunstausstellungen